# گارگین آرامیان
گارگین نشانی آرامیان (ارمنی: Գարեգին Նշանի Արամյան؛ زاده ۱۳ ژانویهٔ ۱۹۰۸ - درگذشته ۱۷ ژوئیهٔ ۱۹۷۵) فیلمبردار اهل ارمنستان بود.

## زندگی‌نامه
وی در ۱۳ ژانویهٔ ۱۹۰۸ در سباستیا در به دنیا آمد و از مؤسسه سینمایی گراسیموف فارغ‌التحصیل گشت. وی همچنین برنده جوایزی همچون چهره هنری شایسته ارمنستان شوروی شد. وی در ۱۷ ژوئیهٔ ۱۹۷۵ در سن ۶۷ سالگی در ایروان درگذشت.

## بخشی از فیلمشناسی
از فیلم‌ها یا برنامه‌های تلویزیونی که وی در آن نقش داشته‌است می‌توان به آثار زیر اشاره کرد.
- افراد مزرعه اشتراکی ما (۱۹۳۹)